# T-11 (парашют)

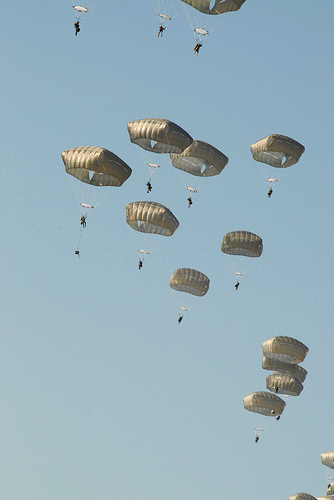
Парашютисты, использующие T-11

T-11 — американская десантная парашютная система (ПС), разработанная фирмой «Пара-Флайт». Принята на снабжение в ВС США для замены устаревшей ПС Т-10.
Купол T-11 имеет квадратную форму. Крестообразные поля купола завернуты внутрь так, чтобы обеспечить бо́льшую аэродинамическую устойчивость несущей поверхности, для уменьшения вероятности схлопывания купола в полёте. Купол T-11 раскрывается медленнее, что снижает динамический удар при раскрытии. Увеличенная на 28 %, по сравнению с T-10, площадь купола позволила уменьшить скорость снижения груза или парашютиста. Так, для груза массой 175 кг скорость снижения равна 5,8 м/с, что эквивалентно падению с 1,5-метровой высоты.

## Характеристики ПС T-11
- Вероятность нормального функционирования основного парашюта: не менее 95 %
- Тормозная площадь: 115 м²
- Вес: 16,6 кг.
- Максимальный вес парашютиста с обмундированием: 180 кг.
- Приборная скорость десантного судна: до 278 км/ч.
- Максимальная высота: 7600 м.
- Минимальная высота: 150 м.
- Запасной парашют[1]: T-11R, конусообразный купол. Вес: 6,7 кг.
- 28 строп длиной 6,4 м.
- 2 управляющие стропы для разворота по азимуту.
- Срок службы: 16,5 лет.

## История
С 1990-х годов ВС США планомерно проводят работы по программе ATPS (Advanced Tactical Parachute System).
В 2005 году, после дополнительных испытаний была выбрана система, основанная на базе прототипа MTR-1C американской фирмы «Пара-Флайт». Конкурентная система от британской фирмы «Ирвинг аэроспейс» была отвергнута.
В 2009 году 75-й полк «Рейнджерс» первый получил парашютные системы T-11. Предполагается, что замена устаревших ПС T-10 на T-11 займёт около 15 лет.
В 2011 году армия США временно приостановила использование всех T-11 из-за инцидентов. Расследование показало, что потенциальными проблемами являются укладка парашюта, а также контроль качества T-11. До завершения расследования эксплуатация всех T-11 приостановлена. Этот запрет был снят 4 августа 2011 г.